# Frederick Frelinghuysen
Frederick Frelinghuysen (Somerville, 1753. április 13. – Millstone, 1804. április 13.) az Amerikai Egyesült Államok szenátora (New Jersey, 1793–1796).